# Catherine (film)
Catherine (Catherine Called Birdy) è un film del 2022 diretto da Lena Dunham.
La pellicola è un libero adattamento cinematografico del romanzo per ragazzi del 1994 Catherine, scritto da Karen Cushman.

## Trama
Catherine, soprannominata Birdy perché possiede molti uccelli come animali domestici, è una nobile di 14 anni che vive nel villaggio di Stonebridge, nella contea di Lincoln dell'Inghilterra del XIII secolo, con suo padre Rollo, sua madre Aislinn e suo fratello Robert, mentre l'altro suo fratello Edward è un monaco che vive in un monastero poco distante. La testarda e turbolenta Birdy è molto legata alla fedele serva Morwenna, ed è amica del giovane contadino Perkin che spesso si unisce alle sue buffonate.
L'indulgente Rollo viene informato del fatto che le finanze della famiglia versano in pessime condizioni, ma che può risolvere la cosa sposando Birdy con un ricco corteggiatore. Quando a Birdy viene il menarca, Morwenna le spiega come gestire questa novità, e Rollo inizia seriamente a cercare corteggiatori. Aelis, la bellissima amica di Birdy, viene a stare con loro, rendendo felice Robert. Purtroppo Aislinn dà alla luce un bambino nato morto, solo l'ultimo di numerosi aborti.
Temendo seriamente di perdere la propria libertà, Birdy scaccia i potenziali corteggiatori uno dopo l'altro attraverso buffonate strane e scoraggianti, venendo punita sistematicamente dal padre. Nel frattempo l'affascinante zio George, fratello minore di Aislinn, torna dalle crociate. Birdy, che ha una cotta per lo zio, quando vede George e Aelis baciarsi interrompe l'amicizia con quest'ultima. Successivamente, Aelis rivela in lacrime a Birdy che George le ha spezzato il cuore perché presto si sposerà con Ethelfritha, una ricca vedova molto più grande di lui, mentre suo padre l'ha promessa in sposa a un duca ancora bambino.
Mentre cena con la famiglia, Rollo annuncia a tutti che Aislinn è di nuovo incinta, con grande rabbia di Birdy, la quale teme che stavolta sua madre muoia di parto. Birdy capisce che suo padre vuole farla sposare per evitare che la loro famiglia cada in povertà.
Durante la cena di nozze di George ed Ethelfritha, quest'ultima dice alla nipote acquisita che sa bene che George non l'ha sposata per amore, ma che la proteggerà come solo un marito sa fare con la moglie, e le darà il suo titolo, mentre in cambio lui otterrà una terra che potrà chiamare sua, uno scambio che lei ritiene perfetto; Ethelfritha non vuole qualcuno da amare "come si deve" perché ha altre cose a cui pensare, e dice a Birdy che è fortunata perché ha delle "ali" che deve imparare a governare, non a sbatterle in aria per poi schiantarsi al suolo. Birdy chiede scusa ad Aelis, le augura di essere felice e fanno pace tornando amiche come prima.
L'ultimo pretendente di Birdy è il rozzo e volgare, ma ricchissimo, messer John Murgaw VIII, che lei soprannomina Barba Irsuta per il suo aspetto trasandato. Nonostante Birdy tenti di dissuaderlo dal chiederla in moglie, Murgaw trova divertenti le sue buffonate: affermando che a lui "piace la conquista", le consegna una cospicua dote matrimoniale dicendole che quando spenderà quelle monete significherà che avrà accettato di sposarlo.
Il giovanissimo marito di Aelis muore di febbre e lei torna dalla famiglia dell'amica, così Robert spera di poterle finalmente chiedere la mano. Sfortunatamente l'anziano padre di Aelis vuole per la figlia, anche poiché è stato accertato che è vergine, una dote più alta di quella che Robert può permettersi, perciò Birdy decide di consegnare i soldi di Murgaw al fratello in modo che possa chiedere Aelis in moglie.
Birdy raggiunge Ethelfritha e George per chiedere allo zio come essere un eroe come lui, sebbene George non possa darle consigli in tal senso; le dice però che vuole molto bene a Ethelfritha, e che è affezionato anche alla stessa Birdy. Il giorno dopo, Ethelfritha propone a Birdy di vivere avventure in giro per il mondo, ma la ragazza si rende conto che se lo facesse la sua famiglia e i suoi amici le mancherebbero. Decisa a sposarsi per il bene della famiglia, Birdy torna a casa e trova sua madre in travaglio; quando sorgono complicazioni, sopraggiunge Rollo che parla con Aislinn mostrandole tutto il suo amore, e la moglie dà alla luce due gemelle sane, chiamate Eleonor e Mary Catherine. Viene celebrato il matrimonio tra Robert e Aelis.
Il giorno del matrimonio con Murgow è arrivato e Birdy si prepara a partire, lasciando dietro di sé molta tristezza. Tuttavia, mentre la carrozza si allontana, Rollo cambia idea, interviene e dichiara che Birdy rimarrà con la sua famiglia; Murgow insiste perché lei lo sposi e i due uomini iniziano un duello. Rollo finisce per disarmare Murgow, che finge un infortunio alla schiena per ritirarsi mantenendo un po' di dignità. La folla radunata preleva Birdy dalla carrozza e pone ufficialmente fine all'accordo di matrimonio.
Birdy, che ha tenuto un diario di questi eventi, libera tutti i suoi uccellini dalle loro gabbie e riassume tutto ciò che ha imparato da questi avvenimenti. Un giorno, mentre gioca con Perkin, un probabile corteggiatore le si avvicina a cavallo.

## Produzione
Nel febbraio 2021 è stato annunciato che Lena Dunham aveva scritto la sceneggiatura e avrebbe diretto un film tratto dal romanzo della Cushman. Il mese successivo Billie Piper, Andrew Scott e Bella Ramsey si era unite al cast; ad aprile invece è stato annunciato che Joe Alwyn e Dean-Charles Chapman sarebbero apparsi nel film.

### Riprese
Le riprese principali sono iniziate il 30 marzo 2021 nei pressi di Stokesay Castle, nello Shropshire.

## Promozione
Il primo trailer è stato pubblicato il 10 agosto 2022.

## Distribuzione
Il film è stato presentato in anteprima l'11 settembre 2022 in occasione del Toronto International Film Festival. Il 23 dello stesso mese il film ha raggiunto le sale in distribuzione limitata prima di essere reso disponibile sulla piattaforma Prime Video dal 7 ottobre 2022.